# Euro Effective Exchange Rate Index
Der Euro Effective Exchange Rate Index (Euro EER Index, auch bekannt als Euro Trade Weighted Index) ist eine Kennzahl, welche den Wert des Euros mittels eines Währungskorbs aus verschiedenen Währungen vergleicht. Der Index ist der handelsgewichtete Durchschnitt im Vergleich zu diesen Währungen. Er wurde 1999 von der Europäischen Zentralbank (EZB) erstmals veröffentlicht.

## Konzept
Der Euro Effective Exchange Rate Index (Euro EER Index) stellt das Verhältnis von verschiedenen Währungen im Vergleich zum Euro dar. Alle Währungen werden in den Maßeinheiten der Währung pro Euro ausgedrückt. Die Europäische Zentralbank (EZB) berechnet die effektiven Wechselkurse im Index für drei Gruppen:
- eine schmale Gruppe (EER-12 Index),
- eine Gruppe von 20 Mitgliedsländern (EER-20 Index), bestehend aus den EER-12 Ländern, plus China und den sieben nicht der Eurozone angehörenden EU-Mitgliedstaaten
- eine breite Gruppe (EER-40 Index) von Handelspartnern, bestehend aus den EER-20 Ländern, plus 20 zusätzlichen relevanten Handelspartnern

Die EZB veröffentlicht historische Zeitreihen für den EER-12 Index seit 1985 (tägliche Kurse), den EER-20 Index seit 1993 (tägliche Kurse) und den EER-40 Index seit 1995 (monatliche Kurse).
Anhand des Verlaufs des handelsgewichteten EER Index lässt sich die Stärke oder Schwäche des Euros ablesen. Ein steigender Index bedeutet eine Aufwertung des Euros gegenüber den Währungen im Währungskorb, ein fallender Index dagegen eine Abwertung.
Zusammenhänge zu Rohstoffindizes sind erkennbar. Ein steigender EER Index bedeutet tendenziell fallende Rohstoffpreise. Dies gilt insbesondere für die Agrarrohstoffe und den Ölpreis. Selbst die Edelmetallpreise (Goldpreis, Silberpreis) korrelieren mit dem Index.
Vergleichbar mit dem handelsgewichteten Euro Effective Exchange Rate Index ist der arithmetisch gewichtete Euro Currency Index (EUR_I), welcher den Wert des Euros mittels eines Währungskorbs aus vier Währungen vergleicht.
Eine ähnliche Berechnungsmethode wie der EER Index verwendet der geometrisch gewichtete U.S. Dollar Index (USDX) und der handelsgewichtete Trade Weighted US Dollar Index der US-Notenbank (FED).

## Berechnung
Die Europäische Zentralbank (EZB) bestimmt die Gewichte der einzelnen Partnerländer anhand der Anteile der Fertigerzeugnisse, wie sie in der Standard International Trade Classification (SITC) definiert sind.
Für die Gewichte verwendet die EZB die Werte aus den Exporten und den Importen, ohne den Handel innerhalb des Euroraums zu berücksichtigen. Die Einfuhren werden nach dem einfachen Anteil der Partnerländer an den Gesamtimporten in das Euro-Währungsgebiet gewichtet. Die Exporte werden hingegen doppelt gewichtet, wegen der sogenannten „Dritt-Markt-Effekte“. Dies erfasst den Wettbewerb der europäischen Exporteure in ausländische Märkte gegenüber inländischen Produzenten und Exporteure aus Drittländern. Die Gewichtungen der einzelnen Handelspartner durch die Europäische Zentralbank sind auf deren Website abrufbar.
Die verwendeten Gewichte spiegeln den Anteil der einzelnen Partnerländer am Handel in der Eurozone wider. Die Daten vor 1999 basieren auf den revidierten Handelsgewichten für den Zeitraum 1995–1997. Die Gesamtreihe wird berechnet, indem die Indizes auf Basis der revidierten Gewichte für die Zeiträume 1995–1997, 1998–2000, 2001–2003 und 2004–2006 verkettet werden.
Solange keine hohen und divergierenden Inflationsraten zwischen einzelnen Ländern bestehen, können Änderungen der nominalen effektiven Wechselkurse mit den realen effektiven Wechselkursen als identisch betrachtet werden. Ansonsten fallen jedoch die beiden Größen auseinander. Nominale effektive Wechselkursänderungen geben in diesem Fall keine brauchbaren Anhaltspunkte für die Beurteilung von Änderungen internationaler Wettbewerbsveränderungen.
Nominale effektive Wechselkurse (nominal effective exchange rate (NEER)) oder auch nominale multilaterale Wechselkurse sind gewichtete Durchschnitte der bilateralen Wechselkurse gegenüber den Währungen der wichtigsten Handelspartner. Die Ermittlung dieses effektiven Wechselkurses vernachlässigt das ausländische Preisniveau aller Länder des Währungskorbs.
Bei der Berechnung des nominalen multilateralen Wechselkurses ist zu beachten, dass die bilateralen Wechselkurse einheitlich in der Mengen- oder Preisnotierung verwendet werden. Je nach den verwendeten Notierungen ergibt sich ein nominaler effektiver Wechselkurs.
{\displaystyle NEER=E_{1}^{g_{1}}\cdot E_{2}^{g_{2}}\cdot E_{3}^{g_{3}}\cdot \ldots \cdot E_{n-1}^{g_{n-1}}=\prod _{i=1}^{n-1}E_{i}^{g_{i}}}
{\displaystyle {\text{mit}}\quad g_{i}>0\quad {\text{und}}\quad \sum _{i=1}^{n-1}g_{i}=1}
| {\displaystyle E_{i}} | = nominaler bilateraler Wechselkurs der Inlandswährung zur jeweiligen Auslandswährung {\displaystyle i} |
| {\displaystyle g_{i}} | = Gewicht des jeweiligen Landes                                                                         |
| {\displaystyle NEER}  | = nominaler multilateraler Wechselkurs                                                                  |

## Zusammensetzung
Die drei Gruppen des Euro Effective Exchange Rate Index enthalten folgende Währungen.
| Rang | Währung                 | ISO 4217-Code | EER-12 | EER-20 | EER-40 |
| ---- | ----------------------- | ------------- | ------ | ------ | ------ |
| 1    | US-Dollar               | USD           | 27,1   | 19,2   | 15,4   |
| 2    | Britisches Pfund        | GBP           | 25,1   | 17,8   | 14,3   |
| 3    | Japanischer Yen         | JPY           | 11,6   | 8,3    | 6,6    |
| 4    | Schweizer Franken       | CHF           | 8,6    | 6,5    | 5,2    |
| 5    | Schwedische Krone       | SEK           | 7,0    | 5,0    | 4,0    |
| 6    | Südkoreanischer Won     | KRW           | 5,5    | 3,9    | 3,2    |
| 7    | Dänische Krone          | DKK           | 3,8    | 2,7    | 2,2    |
| 8    | Hongkong-Dollar         | HKD           | 2,5    | 1,8    | 1,4    |
| 9    | Kanadischer Dollar      | CAD           | 2,5    | 1,8    | 1,5    |
| 10   | Singapur-Dollar         | SGD           | 2,4    | 1,7    | 1,4    |
| 11   | Norwegische Krone       | NOK           | 1,9    | 1,3    | 1,1    |
| 12   | Australischer Dollar    | AUD           | 1,3    | 0,9    | 0,8    |
|      | EER-12                  |               | 100,0  | 70,9   | 57,0   |
| 13   | Chinesischer Renminbi   | CNY           |        | 14,1   | 11,3   |
| 14   | Polnischer Złoty        | PLN           |        | 4,8    | 3,9    |
| 15   | Tschechische Krone      | CZK           |        | 4,2    | 3,4    |
| 16   | Ungarischer Forint      | HUF           |        | 3,2    | 2,6    |
| 17   | Rumänischer Leu         | RON           |        | 1,7    | 1,4    |
| 18   | Bulgarischer Lew        | BGN           |        | 0,5    | 0,4    |
| 19   | Litauischer Litas       | LTL           |        | 0,4    | 0,3    |
| 20   | Lettischer Lats         | LVL           |        | 0,2    | 0,2    |
|      | EER-20                  |               |        | 29,1   | 23,4   |
| 21   | Türkische Lira          | TRY           |        |        | 3,1    |
| 22   | Russischer Rubel        | RUB           |        |        | 2,9    |
| 23   | Taiwan-Dollar           | TWD           |        |        | 1,9    |
| 24   | Indische Rupie          | INR           |        |        | 1,8    |
| 25   | Brasilianischer Real    | BRL           |        |        | 1,2    |
| 26   | Mexikanischer Peso      | MXN           |        |        | 1,2    |
| 27   | Malaysischer Ringgit    | MYR           |        |        | 1,1    |
| 28   | Südafrikanischer Rand   | ZAR           |        |        | 1,0    |
| 29   | Thailändischer Baht     | THB           |        |        | 1,0    |
| 30   | Israelischer Schekel    | ILS           |        |        | 0,7    |
| 31   | Indonesische Rupiah     | IDR           |        |        | 0,6    |
| 32   | Marokkanischer Dirham   | MAD           |        |        | 0,6    |
| 33   | Kroatische Kuna         | HRK           |        |        | 0,5    |
| 34   | Algerischer Dinar       | DZD           |        |        | 0,4    |
| 35   | Chilenischer Peso       | CLP           |        |        | 0,4    |
| 36   | Philippinischer Peso    | PHP           |        |        | 0,4    |
| 37   | Argentinischer Peso     | ARS           |        |        | 0,3    |
| 38   | Venezolanischer Bolívar | VEF           |        |        | 0,2    |
| 39   | Isländische Krone       | ISK           |        |        | 0,1    |
| 40   | Neuseeland-Dollar       | NZD           |        |        | 0,1    |
|      | EER-40                  |               |        |        | 19,6   |

## Geschichte

### Historischer Überblick
Der EER-20 Index startete am 12. Februar 1999 mit einem Basiswert von 100 Punkten. Die Rückrechnung erfolgte auf Basis der Daten der Europäischen Währungseinheit (ECU) bis zum 25. Juni 1993.
Am 30. Juli 1993 stand der Index rechnerisch bei 90,48 Punkten. In den folgenden fünf Jahren stieg der ECU gegenüber den meisten Währungen. Am 5. Oktober 1998 stand der Index bei 106,55 Punkten und damit um 17,8 Prozent höher. Mit der Einführung des Euro am 1. Januar 1999 begann eine kurzfristige Abwärtsbewegung der europäischen Gemeinschaftswährung. Am 26. Oktober 2000 erzielte der Index mit 81,16 Punkten ein Allzeittief. Seit Oktober 1998 beträgt der Verlust 23,8 Prozent.
Ab dem Jahr 2000 stieg der Euro gegenüber den meisten Währungen. Am 23. April 2008 stand der Index bei 113,42 Punkten. Die internationale Finanzkrise, die im Sommer 2007 in der US-Immobilienkrise ihren Ursprung hatte, führte zu einem geringen Rückgang beim effektiven Wechselkurs des Euro. Am 28. Oktober 2008 wurde ein Wert von 101,68 Punkten ermittelt. In den folgenden zwei Monaten erholte sich der Euro von seinen Tiefstständen. Am 18. Dezember 2008 markierte der Index mit 114,35 Punkten ein Allzeithoch. Der Anstieg seit dem Allzeittief von Oktober 2000 beträgt 40,9 Prozent.
Eine Haushaltskrise mehrerer Mitgliedstaaten der Eurozone führte 2010 zum Ausbruch der Eurokrise. Besonders betroffen ist dabei Griechenland (siehe Griechische Staatsschuldenkrise ab 2010), aber auch andere Länder wie Irland, Spanien, Italien und Portugal. Die Schwäche des Euros gegenüber nahezu allen Weltwährungen ließ den Index bis zum 7. Juni 2010 auf 98,98 Punkte fallen. Gegenüber dem Allzeithoch von Dezember 2008 entspricht das einem Rückgang um 13,4 Prozent. In den folgenden Monaten wurde der Europäische Stabilisierungsmechanismus entwickelt, der im Notfall gegenseitige Hilfsmaßnahmen vorsieht, um den Staatsbankrott von Mitgliedstaaten zu vermeiden. Bis zum 4. Mai 2011 stieg der Index auf einen Wert von 107,28 Punkten.
Mit der Verschärfung der Staatsschuldenkrise im Euroraum fiel der EER-20 Index am 24. Juli 2012 mit 94,41 Punkten auf den tiefsten Stand seit dem 24. Dezember 2002. Der Verlust seit dem Allzeithoch am 18. Dezember 2008 liegt bei 17,4 Prozent.

### Jährliche Entwicklung
Die Tabelle zeigt die jährlichen Höchst-, Tiefst- und Schlussstände des bis 1993 zurückgerechneten nominalen EER-20 Index.
| Jahr  | Höchststand | Tiefststand | Schlussstand |
| ----- | ----------- | ----------- | ------------ |
| 1993  | 95,78       | 90,48       | 92,14        |
| 1994  | 101,55      | 93,09       | 99,78        |
| 1995  | 106,45      | 99,52       | 105,52       |
| 1996  | 105,98      | 102,23      | 103,37       |
| 1997  | 103,57      | 91,94       | 98,93        |
| 1998  | 106,55      | 95,55       | 102,51       |
| 1999  | 103,11      | 90,79       | 90,79        |
| 2000  | 93,09       | 81,16       | 88,91        |
| 2001  | 91,00       | 83,95       | 86,79        |
| 2002  | 95,09       | 85,71       | 95,09        |
| 2003  | 106,53      | 94,58       | 106,53       |
| 2004  | 108,26      | 102,00      | 108,10       |
| 2005  | 107,67      | 99,87       | 100,22       |
| 2006  | 104,88      | 99,75       | 104,43       |
| 2007  | 110,05      | 103,36      | 109,74       |
| 2008  | 114,35      | 101,68      | 111,54       |
| 2009  | 113,97      | 106,83      | 110,83       |
| 2010  | 110,96      | 98,98       | 101,70       |
| 2011  | 107,28      | 99,57       | 99,57        |
| 2012  | 100,81      | 94,41       | 99,16        |
| 2013  | 104,33      | 100,01      | 104,06       |
| 2014¹ | 104,78      | 98,25       | 98,25        |
| 2015² | 95,23       | 88,74       | 93,66        |

¹ 31. Dezember 2014

² 21. September 2015